# Condado de Harford
El condado de Harford es un condado ubicado en la parte nordeste del estado de Maryland.
En 2000, su población es de 218.590 habitantes. Su sede está en Bel Air. El nombre del condado es el de Henry Harford (1759-1834), hijo ilegítimo de Frederick Calvert, sexto Barón de Baltimore. Harford fue el último gobernador propietario de Maryland, pero no heredó el título de su padre por su condición de ilegítimo.
Este condado forma parte del área metropolitana de Washington-Baltimore. El periódico de mayor trayectoria es The Aegis.

## Historia
El condado de Harford se fundó en 1773 al dividirse el condado de Baltimore.

## Demografía
Según el censo de 2000, el condado cuenta con 218.590 habitantes, 79.667 hogares y 60.387 familias que residentes. La densidad de población es de 192 hab/km² (496 hab/mi²). Hay 83.146 unidades habitacionales con una densidad promedio de 73 u.a./km² (189 u.a./mi²). La composición racial de la población del condado es 86,77% blanca, 9,27% afroamericana, 0,23% nativa americana, 1,52% asiática, 0,06% de las islas del Pacífico, 0,69% de Otros orígenes y 1,47% de dos o más razas. El 1,91% de la población es de origen hispano o latino cualquiera sea su raza de origen.
De los 79.667 hogares, en el 38,70% viven menores de edad, 61,90% están formados por parejas casadas que viven juntas, 10,20% son llevados por una mujer sin esposo presente y 24,20% no son familias. El 19,70% de todos los hogares están formados por una sola persona y 6,80% incluyen a una persona de más de 65 años. El promedio de habitantes por hogar es de 2,72 y el tamaño promedio de las familias es de 3,14 personas.
El 27,90% de la población del condado tiene menos de 18 años, el 6,80% tiene entre 18 y 24 años, el 31,60% tiene entre 25 y 44 años, el 23,70% tiene entre 45 y 64 años y el 10,10% tiene más de 65 años de edad. La mediana de la edad es de 36 años. Por cada 100 mujeres hay 96,00 hombres y por cada 100 mujeres de más de 18 años hay 92,50 hombres.
La renta media de un hogar del condado es de $57.234, y la renta media de una familia es de $63.868. Los hombres ganan en promedio $43.612 contra $30.741 por las mujeres. La renta per cápita en el condado es de $24.232. 4,90% de la población y 3,60% de las familias tienen entradas por debajo del nivel de pobreza. De la población total bajo el nivel de pobreza, el 5,80% son menores de 18 y el 6,70% son mayores de 65 años.

## Ciudades y pueblos
Oficialmente el condado tiene dos ciudades y un pueblo.
- Ciudades:
  1. Aberdeen (desde 1892)
  2. Havre de Grace (desde 1785)

- Pueblo:
  1. Bel Air (desde 1872)

### Lugares designados por el censo CDP
1. Aberdeen Proving Ground
2. Bel Air North
3. Bel Air South
4. Edgewood
5. Fallston
6. Jarrettsville
7. Joppatowne
8. Perryman
9. Pleasant Hills
10. Riverside

Lugares no designados por el censo:
1. Abingdon
2. Belcamp
3. Cardiff
4. Churchville
5. Darlington
6. Gunpowder
7. Castleton
8. Dublin
9. Forest Hill
10. Level
11. Norrisville
12. Pylesville
13. Street
14. Whiteford
15. White Hall